# Тимбервилл (Виргиния)
Тимбервилл (англ. Timberville) — город в округе Рокингхем в штате Виргиния США. По данным переписи 2020 года, численность населения составляла 2963 человека.

## Население
| 2010 | 2020  |
| ---- | ----- |
| 2522 | ↗2963 |